# 파워 아키텍처
파워 아키텍처(Power Architecutre)는 IBM, 프리스케일 세미컨덕터, AMCC, Tundra, P.A. 세미 등의 회사가 개발하고 제조한 일련의 마이크로프로세서를 위한 RISC 명령 집합에 대한 등록 상표이다. 40개 이상의 관련 업체와 기관이 참여하고 있는 Power.Org가 파워 아키텍처를 관장하고 있다.
당초는 32비트였지만 그 뒤에 64비트화되었다. 보급 단체는 Power.org로 40개가 넘는 기업이나 조직이 참가하고 있다. 이 아키텍처를 기반으로 한 프로세서로 IBM 파워, 파워피시, 파워QUICC, 셀 프로세서 등이 있다.
이전 세대의 용어인 ‘POWER architectures’(파워 아키텍처스)와는 다르다. ‘POWER architectures’는, IBM 파워, 파워피씨, 셀 프로세서 등의 전제품의 각 아키텍처를 폭넓게 포함한, 과거의 용어이다. 파워 아키텍처는 프로세서 아키텍처, 소프트웨어, 툴 체인, 커뮤니티, 최종 사용자용 장치 등을 포함한 총칭이며, 제품이나 기술의 사양을 기술한 엄밀한 용어는 아니다.